# Хосе Антоніо Родрігес
Хосе Антоніо Родрігес Фернандес (ісп. José Antonio Rodríguez Fernández; нар. 1915, Сантьяго, Чилі — пом. 1978, Сантьяго, Чилі) — кубинський футболіст, нападник.

## Клубна кар'єра
Футбольну кар'єру розпочав у кубинському клубі «Сентро Гальєго». Хосе Фернандес носив прізвисько Bolillo. У 1940-і роки грав у мексиканській лізі за клуби «Астуріас» та «Реал Еспанья»,  з яким по завершенні сезону 1944/45 став чемпіоном Мексики. З 1946 по 1948 рік знову виступав за кубинський «Сентро Гальєго».

## Кар'єра в збірній
Хосе Антоніо Родрігес виступав у національній збірній Куби в 30-х роках XX століття. У 1938 році брав участь у чемпіонаті світу. На Мундіалі у Франції зіграв у всіх трьох матчах, двох поєдинках першого раунду проти Румунії та програному (0:8) проти Швеції.
| Матчі і голи Хосе Антоніо Родрігеса за збірну Куби на ЧС-1938 | Матчі і голи Хосе Антоніо Родрігеса за збірну Куби на ЧС-1938 | Матчі і голи Хосе Антоніо Родрігеса за збірну Куби на ЧС-1938 | Матчі і голи Хосе Антоніо Родрігеса за збірну Куби на ЧС-1938 | Матчі і голи Хосе Антоніо Родрігеса за збірну Куби на ЧС-1938 | Матчі і голи Хосе Антоніо Родрігеса за збірну Куби на ЧС-1938 |
| ------------------------------------------------------------- | ------------------------------------------------------------- | ------------------------------------------------------------- | ------------------------------------------------------------- | ------------------------------------------------------------- | ------------------------------------------------------------- |
| №                                                             | Дата                                                          | Місце проведення                                              | Суперник                                                      | Рахунок                                                       | Голи                                                          |
| 1                                                             | 5 червня 1938                                                 | Тулуза, Франція                                               | Румунія                                                       | 3:3                                                           | -                                                             |
| 2                                                             | 9 червня 1938                                                 | Тулуза, Франція                                               | Румунія                                                       | 2:1                                                           | -                                                             |
| 3                                                             | 12 червня 1938                                                | Антіб, Франція                                                | Швеція                                                        | 0:8                                                           | -                                                             |

Загалом: 3 матчі / 0 голів; 1 перемога, 1 нічия, 1 поразка.